# Olof Isæus
Olof Erik Ragnar Isæus, född 27 mars 1915 i Visby, död 25 juli 1999 i Stockholm, var en svensk målare och tecknare. 
Olof Isæus var son till majoren Axel Isæus och Greta Lundblad. Isæus studerade vid Otte Skölds målarskola 1934–1935 och vid Konsthögskolan 1935–1941 för bland annat Isaac Grünewald. Mellan 1939 och 1943 fortsatte han utbilda sig vid  Högre konstindustriella skolan (nuvarande Konstfack). År 1945 började han undervisa vid Konstfack i frihandsteckning och gjorde så till sin pensionering 1980. Han företog ett flertal studieresor i Europa bland annat till Nederländerna, Belgien och Frankrike samt de nordiska länderna. Han ställde ut separat i Södertälje 1946–1948 och han medverkade i samlingsutställningar med Sveriges allmänna konstförening. Isæus var starkt influerad av Ivan Agueli och hans konstnärskap kan beskrivas som en lågmäld expressionism. Motiven var bland annat stilleben, porträtt och landskap. Han var under en tid verksam som reklamtecknare och illustrerade bland annat Hugo Kamras Poeter på hästryggen 1947. Tillsammans med Tore Berg och Folke Eriksson konstruerade han sällskapsspelet Sjörövarön 1955. 
Olof Isæus är begravd på Djursholms begravningsplats. Han är far till konstnären Meta Isæus-Berlin.